# Championnats du monde de patinage synchronisé 2016
Navigation
Championnats du monde 2015 Championnats du monde 2017
Les Championnats du monde de patinage synchronisé 2016 ont eu lieu le 8 et 9 Avril 2016 à la Syma Hall à Budapest en Hongrie.
C'est la 2e fois que la ville organise la ville organise les championnats du monde de patinage synchronisé après l'édition de 2008.

## Qualification
Les équipes sont éligibles à l'épreuve si elles représentent une nation membre de l'Union internationale de patinage (International Skating Union en anglais) et si les membres ont atteint l'âge de 15 ans avant le 1er juillet 2015. Les fédérations nationales sélectionnent leur équipe en fonction de leurs propres critères.

### Nombre d'inscriptions par pays
En fonction des résultats des championnats du monde 2015, l'Union internationale de patinage autorise chaque pays à inscrire une à deux équipes. À la suite des derniers championnats du monde, le Canada, la Finlande, la Suède, la Russie et les États-Unis ont eu le droit d'inscrire une seconde équipe.
| Nombres d'équipes | Pays |
| ----------------- | --- |
| 2                 | - Canada - États-Unis - Finlande - Suède - Russie |
| 1                 | - Allemagne - Australie - Belgique - Croatie - Espagne - France - Grande-Bretagne - Hongrie - Italie - Japon - Lettonie - Mexique - Pays-Bas - Suisse - Tchéquie - Turquie |

## Palmarès

### Podium
| Épreuve                                  | Or            | Argent             | Bronze      |
| ---------------------------------------- | ------------- | ------------------ | ----------- |
| Patinage synchronisé résultats détaillés | Team Paradise | Helsinki Rockettes | Haydenettes |

### Cinq meilleurs pays
Ces derniers auront la possibilités d'inscrire deux équipes aux championnats du monde 2017.
| Rang | Pays       | Or | Argent | Bronze | Classement Équipes |
| ---- | ---------- | -- | ------ | ------ | ------------------ |
| 1    | Russie     | 1  | 0      | 0      | 1er, 8e            |
| 2    | Finlande   | 0  | 1      | 0      | 2e,4e              |
| 3    | États-Unis | 0  | 0      | 1      | 3e, 9e             |
| 4    | Canada     | 0  | 0      | 0      | 5e, 7e             |
| 5    | Suède      | 0  | 0      | 0      | 7e,10e             |

## Résultats détaillés
| Rang   | Nom                 | Pays        | Points | Programme court | Programme court | Programme libre | Programme libre |
| ------ | ------------------- | ----------- | ------ | --------------- | --------------- | --------------- | --------------- |
| 1      | Team Paradise       | Russie      | 212.69 | 1               | 73.86           | 2               | 138.83          |
| 2      | Helsinki Rockettes  | Finlande    | 207.84 | 3               | 70.03           | 3               | 137.81          |
| 3      | Haydenettes         | États-Unis  | 206.95 | 4               | 68.09           | 1               | 138.86          |
| 4      | Team Unique         | Finlande    | 206.65 | 2               | 70.62           | 4               | 136.03          |
| 5      | Les Suprêmes        | Canada      | 201.07 | 5               | 67.33           | 5               | 133.74          |
| 6      | Team Surprise       | Suède       | 197.58 | 7               | 66.27           | 6               | 131.31          |
| 7      | Nexxice             | Canada      | 196.06 | 6               | 67.24           | 7               | 128.82          |
| 8      | Tatarstan           | Russie      | 176.20 | 8               | 63.41           | 9               | 112.79          |
| 9      | Miami University    | États-Unis  | 175.00 | 9               | 59.52           | 8               | 115.48          |
| 10     | Boomerang           | Suède       | 159.37 | 10              | 53.25           | 11              | 106.12          |
| 11     | Les Zoulous         | France      | 156.62 | 13              | 50.19           | 10              | 106.43          |
| 12     | Berlin 1            | Allemagne   | 156.22 | 11              | 53.02           | 13              | 103.20          |
| 13     | Hot Shiver Senior   | Italie      | 153.05 | 12              | 50.25           | 15              | 102.80          |
| 14     | Jingu Ice Messenger | Japon       | 147.63 | 15              | 44.13           | 12              | 103.50          |
| 15     | Passion             | Hongrie     | 147.17 | 14              | 44.13           | 14              | 103.04          |
| 16     | Olympia             | Tchéquie    | 126.88 | 16              | 41.34           | 16              | 85.54           |
| 17     | Cool Dreams Senior  | Suisse      | 119.75 | 17              | 37.47           | 17              | 82.28           |
| 18     | Merging Edge        | Mexique     | 106.87 | 19              | 36.23           | 19              | 70.64           |
| 19     | Zagreb Snowflakes   | Croatie     | 101.78 | 19              | 32.75           | 19              | 69.03           |
| 20     | NOVA                | Australie   | 94.15  | 20              | 31.92           | 21              | 62.23           |
| 21     | Fusion              | Espagne     | 93.52  | 21              | 29.90           | 20              | 63.62           |
| 22     | Temptation          | Belgique    | 84.29  | 22              | 25.46           | 22              | 58.83           |
| 23     | Zariba              | Royaume-Uni | 80.36  | 23              | 25.22           | 23              | 55.14           |
| 24     | Amber               | Lettonie    | 76.73  | 24              | 23.82           | 24              | 52.91           |
| 25     | Vizyon              | Turquie     | 69.63  | 26              | 20.99           | 25              | 48.64           |
| 26     | Ice United          | Pays-Bas    | 69.14  | 25              | 21.23           | 26              | 47.91           |
| source | ,                   | ,           | ,      | ,               | ,               | ,               | ,               |